# Plaza de Santiago (Villena)

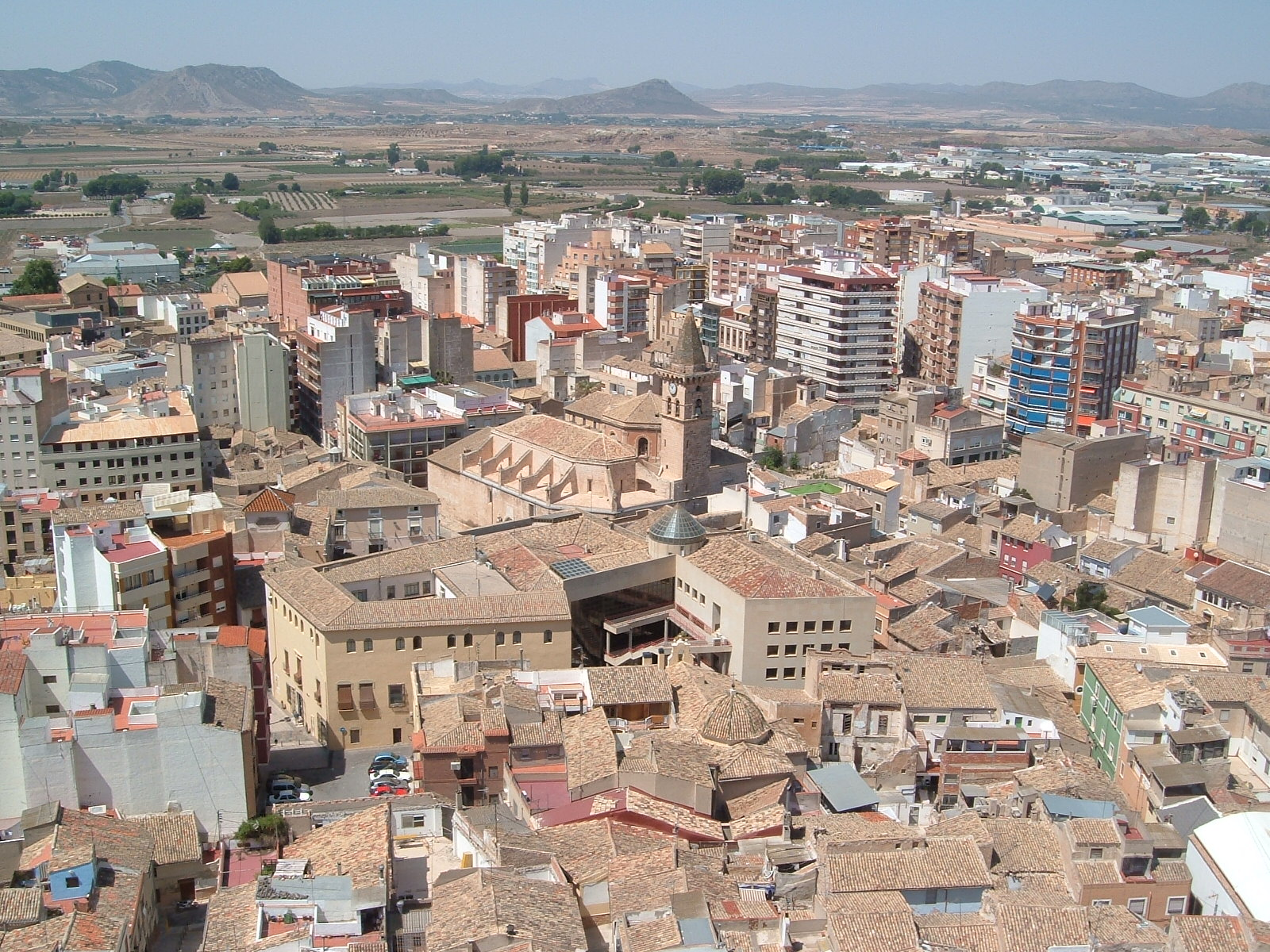
Centro de la ciudad desde la torre del castillo; en primer plano el conjunto del ayuntamiento, la Casa de la Cultura, la iglesia de Santiago y la casa Selva

La plaza de Santiago de Villena constituye el espacio urbano más representativo de su casco histórico. Tiene un trazado bastante irregular, aunque tendente al cuadrado, y surge en torno a la iglesia de Santiago, formando un lugar en el que se concentran numerosos edificios significativos.
Originariamente constituye el centro de la antigua población cristiana, por oposición al antiguo arrabal árabe que se concentró en la mezquita ubicada en el lugar que actualmente ocupa la iglesia de Santa María.
Hoy en día la plaza de Santiago se mantiene como centro cultural, social, civil, religioso, de esparcimiento y de ocio de la ciudad, al aglutinar la Casa de la Cultura, el ayuntamiento, la casa del Festero, la oficina de turismo, la iglesia de Santiago y numerosos locales de diversión en sus alrededores. Uno de sus principales atractivos reside en el hecho de que en ella se puede contemplar la evolución de la arquitectura desde el estilo gótico de la Iglesia, hasta la arquitectura postmoderna de la Casa de Cultura, pasando por el renacimiento del Palacio Municipal y el decimonónico Museo del Festero.